# 1963 en aéronautique
Chronologie de l'aéronautique
- 1959
- 1960
- 1961
- 1962
- 1963
- 1964
- 1965
- 1966
- 1967

Cet article présente les faits marquants de l'année 1963 en aéronautique.

## Événements

### Février
- 7 janvier : la compagnie aérienne soviétique Aeroflot inaugure une ligne directe entre Moscou et La Havane (Cuba).
- 9 février : premier vol de l'avion de ligne Boeing 727.
- 25 février : premier vol de l'avion de transport militaire franco-allemand C-160 Transall.

### Mai
- 1er mai : Jacqueline Cochran établit un nouveau record de vitesse féminin sur circuit fermé de 100 km à la vitesse moyenne de 1 937 km/h sur un F-104G Starfighter[1].
- 4 mai: premier vol du Dassault Mystère 20.

### Juin
- 7 juin : fusion des compagnies aériennes Middle East Airlines et Air Liban.

### Juillet
- 19 juillet : Joe Walker établit un record d'altitude non homologué à bord du North American X-15A en atteignant 106 000 m. Record suivant homologué le 22 août de la même année.
- 29 juillet : premier vol de l'avion de transport civil court-courrier soviétique Tupolev Tu-134.

### Août
- 12 août : un Vickers Viscount de la compagnie française Air Inter s'écrase à Tramoyes (Ain) lors de son approche de l'aéroport de Lyon-Bron : 17 morts.
- 20 août : premier vol de l'avion de ligne britannique BAC One-Eleven.
- 22 août : record d'altitude (107,960 km, inégalé à ce jour (2014)), obtenu avec le North American X-15, piloté par Joseph Walker.

### Décembre
- 6 décembre : premier vol du Piper PA-32 Cherokee Six.
- 10 décembre : arrêt du programme du X-20 Dyna-Soar.
- 15 décembre : création de la compagnie aérienne jordanienne Alia qui deviendra par la suite Royal Jordanian.
- 17 décembre : premier vol du prototype d'avion de transport militaire américain Lockheed C-141 Starlifter.
- 21 décembre : premier vol de l'avion de transport militaire britannique Hawker Siddeley Andover.